# Дуглас, Томас, 5-й граф Селкирк
Томас Дуглас, 5-й граф Селкирк (англ. Thomas Douglas, 5th Earl of Selkirk; 20 июня 1771 — 8 апреля 1820) — шотландский пэр и филантроп. Спонсор поселения иммигрантов в Канаде в колонии Ред-Ривер.

## Происхождение и образование
Родился 20 июня 1771 года в Сент-Мэрис-Айл, Кирккадбрайтшир, Шотландия. Седьмой (младший) сын Данбара Дугласа, 4-го графа Селкирка (1722—1799), и его жены Хелен Гамильтон (1738—1802), внучки Томаса Гамильтона, 6-го графа Хаддингтона.
Его раннее образование было в Академии Пэлгрейв в графстве Саффолк. Поскольку он не ожидал унаследовать семейное поместье, он отправился в Эдинбургский университет, чтобы учиться на юриста. Там он заметил бедных шотландских фермеров, которых выселяли их землевладельцы. Видя их бедственное положение, он исследовал способы, которыми он мог бы помочь им найти новые земли в тогдашних британских колониях. В 1794 году, после смерти своего старшего брата Бэзила, Томас Дуглас стал лордом Дэром.
После смерти отца 24 июня 1799 года Томас Дуглас, последний выживший сын (два брата умерли в младенчестве, двое умерли от туберкулеза и двое умерли от жёлтой лихорадки), стал 5-м графом Селкирком (Пэрство Шотландии).
В 1798 году он был избран членом Эдинбургского Королевского общества, его кандидатуру предложили Дугальд Стюарт, Эндрю Ковентри и Джон Плейфэр.

## Колония в Канаде

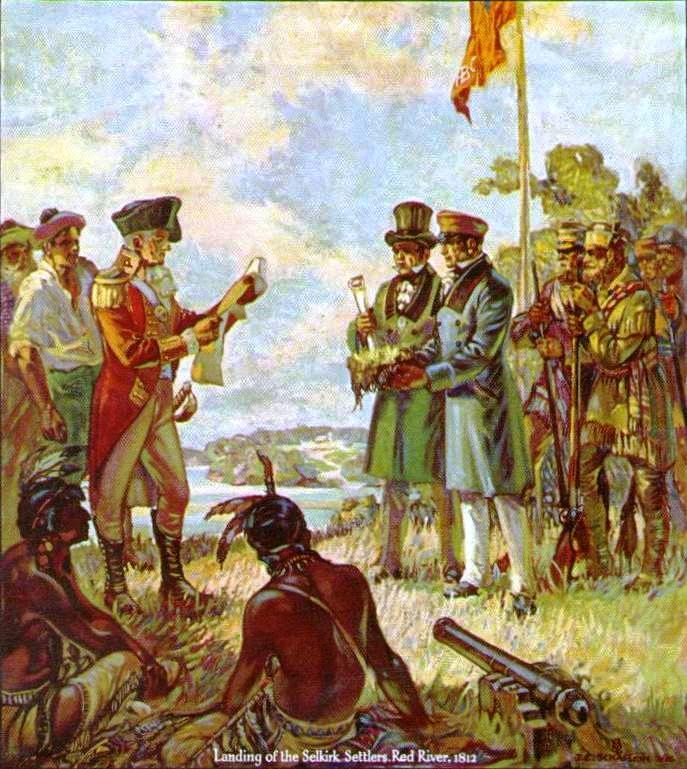
Высадка поселенцев Селкирка, Ред-Ривер, 1812 год.

Когда Томас унаследовал титул и поместья Селкирка в 1799 году, он использовал свои деньги и политические связи, чтобы купить землю и поселить бедных шотландских фермеров в Белфасте, Остров Принца Эдуарда (1803) и Балдуне, Верхняя Канада (1804). В 1804 году он был в Галифаксе и стал членом Северобританского общества . Он много путешествовал по Северной Америке, и его подход и работа принесли ему некоторую известность. В 1807 году он был назначен лордом-лейтенантом Кирккадбрайта, Шотландия, а в 1808 году был избран членом Лондонского королевского общества.
Чтобы продолжить свою работу по переселению шотландских фермеров, лорд Селкирк попросил британское правительство о предоставлении ему земельного участка в долине реки Ред-Ривер, части Земли Руперта . Правительство отказало, поскольку компании Гудзонова залива (HBC) была предоставлена монополия на торговлю пушниной на этой земле. Однако лорд Селкирк был очень решителен и вместе с сэром Александром Маккензи купил достаточно акций HBC, чтобы получить контроль над землей. Эта позиция власти, а также его брачные связи (его жена Джин была сестрой Эндрю Уэддерберна, члена руководящего комитета HBC) позволили ему получить земельный участок под названием Ассинибойя, чтобы компания могла использовать его в качестве сельскохозяйственного поселения. В рамках соглашения о предоставлении земли лорд Селкирк согласился поставлять компании Гудзонова залива 200 человек в год. Он также согласился, что поселенцам не будет разрешено участвовать в торговле пушниной.
Будучи совладельцем компании Гудзонова залива, лорд Селкирк также хотел помешать Северо-Западной компании (NWC) конкурировать с HBC за меха в регионе. Разместив колонию Ред-Ривер по обе стороны торговых путей, используемых NWC лесными трапперами, лорд Селкирк мог перекрыть легкий поток мехов. Однако местные метисы, которые уже населяли этот район, имели давние связи с NWC и отказались принять контроль Селкирка над этим районом, что противоречило Королевской декларацией 1763 года.
Первая попытка колонизации началась в 1812 году, в ней участвовало 128 человек под руководством нового губернатора Майлза Макдонелла. Прибыв в поздний сезон, они только что прибыли и построили дома, когда зима отрезала всякую надежду на посадку, и колония стала зависеть от поддержки метисов. Даже при полном вегетационном сезоне в следующем году колония так и не процветала. Из-за нехватки продовольствия в 1814 году Макдонелл издал Прокламацию о пеммикане, запрещающую экспорт продовольствия со всей территории. Метисы, которые зарабатывали на жизнь продажей пеммикана торговцам из Северной Западной Австралии, ответили арестом Макдонелла и сожжением поселения.
Роберт Семпл был назначен губернатором колонии Ред-Ривер. К 1816 году насилие между метисами и пришельцами усилилось, что привело к битве при Семи Дубах, в результате которой погибли 21 человек лорда Селкирка, включая недавно назначенного губернатора и одного метиса. Партнеры Северо-западной компании были обвинены в оказании помощи нападавшим метисам. Все они были оправданы на суде, а затем снова на повторном суде по наущению Селкирка, что имело обратный эффект, когда они успешно подали встречный иск против Селкирка.
Лорд Селкирк и его люди ответили на битву при Семи Дубах, захватив торговый пост в Форт-Уильяме, принадлежавший Северо-Западной компании. После этого Селкирку было приказано явиться в суд в Монреале, где му был прдъявлены обвинения в четырёх отдельных преступлениях, все из которых были связаны с предполагаемым незаконным занятием Форт-Уильяма. Сообщается, что лорд Селкирк потратил большую часть своего нажитого состояния, защищая себя (безуспешно) в суде, незадолго до своей смерти в 1820 году в По, Франция . Две компании были объединены в 1821 году.

## Наследие
Колониальные амбиции лорда Селкирка были увековечены в названиях города Селкирка и деревни Ист-Селкирк, а также района Виннипега Пойнт-Дуглас, городского парка Форт-Дуглас на Уотерфронт-Драйв (где когда-то стоял Форт-Дуглас) и авеню Селкирка в Виннипеге. Город Селкирк обслуживается региональной общеобразовательной средней школой Лорда Селкирка, которая находится в ведении школьного отделения Лорда Селкирка . Шоссе Лорда Селкирка проходит от международной границы между Манитобой и Северной Дакотой, где оно соединяется с межштатной автомагистралью 29 в США, до города Виннипег. Гора Селкирк и горы Селкирка также были названы в его честь.
Метисы называют вторжение лорда Селкирка периодом, когда возникла их идентичность как народа. Метисы существовали до столкновений с людьми лорда Селкирка, но их вооруженное сопротивление иностранному вторжению стало объединяющим фактором для их общей идентичности. В этот период времени родились флаг и национальный гимн. В Виннипеге, Манитоба, провинция установила историческую мемориальную доску Манитобы в ознаменование роли лорда Селкирка в наследии Манитобы.

## Брак и семья
24 ноября 1807 года в Инвереске, Ист-Лотиан, Шотландия, лорд Селкирк женился на Джин Уэддерберн-Колвилл (? — 10 июня 1871), дочери Джеймса Уэддерберна-Колвилла (1739—1807) и Изабеллы Блэкберн. У супругов было трое детей:
- Данбар Дуглас, 6-й граф Селкирк (22 апреля 1809 — 11 апреля 1885), преемник отца.
- Леди Изабелла Хелен Дуглас (8 января 1811 — 4 июля 1893), в 1841 году она вышла замуж за политика Чарльза Хоупа (1808—1893)
- Леди Кэтрин Джин Дуглас (1816 — 30 сентября 1863), в 1849 году вышла замуж за адвоката и бизнесмена Лофтуса Уигрэма[англ.] (1803—1889).

## Смерть
Лорд Селкирк скончался 8 апреля 1820 года в возрасте 48 лет в По, Франция. После его смерти его наследнику и преемнику Данбару было всего 10 лет, и поэтому поместья Селкирка были переданы в фонд и управлялись четырьмя исполнителями, указанными в его завещании. Совет попечителей состоял из Эндрю Колвилла (Колвайла) из Ахилтри и Кромми, Джона Холбрита (Халкетта) из Уоринга, Адама Мейтленда из Дандрэннана и сэра Джеймса Монтгомери, 2-го баронета.

## Труды
- Observations on the present state of the Highlands of Scotland, with a view of the causes and probable consequences of emigration. — London : Longman, Hurst, Rees, and Orme, 1805.
- Sketch of the British Fur Trade in North America (1816)